# Маркуб
Маркуб (арапски: مركوب) је врста традиционалне обуће, најчешће направљена од природне коже, која се носи у више земаља арапског света и субсахарске Африке. Најпознатији је у Судану, где има снажну културну и друштвену вредност. Реч потиче из класичног арапског језика - глагол ركب (rakiba) значи јахати, узјахати, или стати на нешто, а именица маркӯб може значити оно на шта се јаше или на шта се стаје.
Маркуб није само практична обућа за свакодневну употребу, већ представља и симбол традиције, мушкости и статуса. У савременом добу, маркуб има место и у традиционалним церемонијама, и у модерној градској моди.

## Карактеристике
Традиционални маркуб се прави од коже висoког квалитета - често од краве, камиле, а понекад и од змијске или крокодилске коже. Обућа је најчешће равна, са шиљастим врхом, а израда је ручна и захтева висок степен занатске вештине.
Маркуб се разликује по боји, дизајну и врсти коже, зависно од региона. Најцењенији су модели од крокодилске коже, који се често носе на свечаним догађајима. Боје варирају од традиционалне црне и смеђе, до беле, црвене и златне - нарочито у свечаним приликама.

## Културни контекст
У суданској култури, маркуб је део националног идентитета и обавезан је на многим званичним и религијским догађајима, укључујући Бајрам, свадбе, сахране и прославе. Обично се носи уз традиционалну одећу попут џелабеје и турбана.
Маркуб такође представља и симбол зрелости и одговорности, јер младићи често добијају свој први пар као дар за пунолетство или приликом женидбе. У неким племенским срединама, врста маркуба коју мушкарац носи сигнализира његов социјални статус или порекло.

## Економски и друштвени аспект
Израда маркуба је важна грана занатства у Судану и околним земљама. Постоје читави квартови посвећени кожарству и ручној изради ове обуће, као што је чувена кожарска чаршија у Омдурману. Многе занатлије потичу из породица које се генерацијама баве израдом маркуба.
У последњим деценијама, маркуб доживљава и својеврсну ренесансу у модним круговима, где се традиционални елементи комбинују са савременим дизајном, па маркуб постаје и део урбане, елегантне мушке моде.

## Језички аспект
Иако у класичном арапском језику маркӯб може значити било шта што се јаше или користи као превоз, у локалним дијалектима, нарочито у суданском, овај термин је добио уско значење - кожна обућа, ципела. У другим деловима арапског света, чешће се користе термини као што су حذاء (ḥiḏāʼ) за ципелу и نعل (naʿl) за сандалу.